# مؤتمر بوردو
مؤتمر بوردو (بالفرنسية: Congrès de Bordeaux)‏ هو المؤتمر الوطني الخامس عشر للحزب الاشتراكي الفرنسي. وقد انعقد في الفترة مابين 10 و12 يوليو 1992.

## النتائج
لم يتم التصويت على أي اقتراح. وحصل النص التوجيهي الذي اقترحته القيادة على 85.30٪ من الأصوات.
أعيد انتخاب لوران فابيوس أمينا أول.